# 卡雷尔·内波穆茨基
卡雷尔·内波穆茨基（捷克語：Karel Nepomucký，1939年7月20日—），捷克男子足球运动员，场上位置是中场。他曾代表捷克斯洛伐克国奥队参加1964年夏季奥林匹克运动会足球比赛，获得一枚银牌。